# Volkswagen T-Roc
Volkswagen T-Roc — компактний SUV від німецького автовиробника з Вольфсбурга, що виготовляється з 2017 року в Португалії.

## Перше покоління

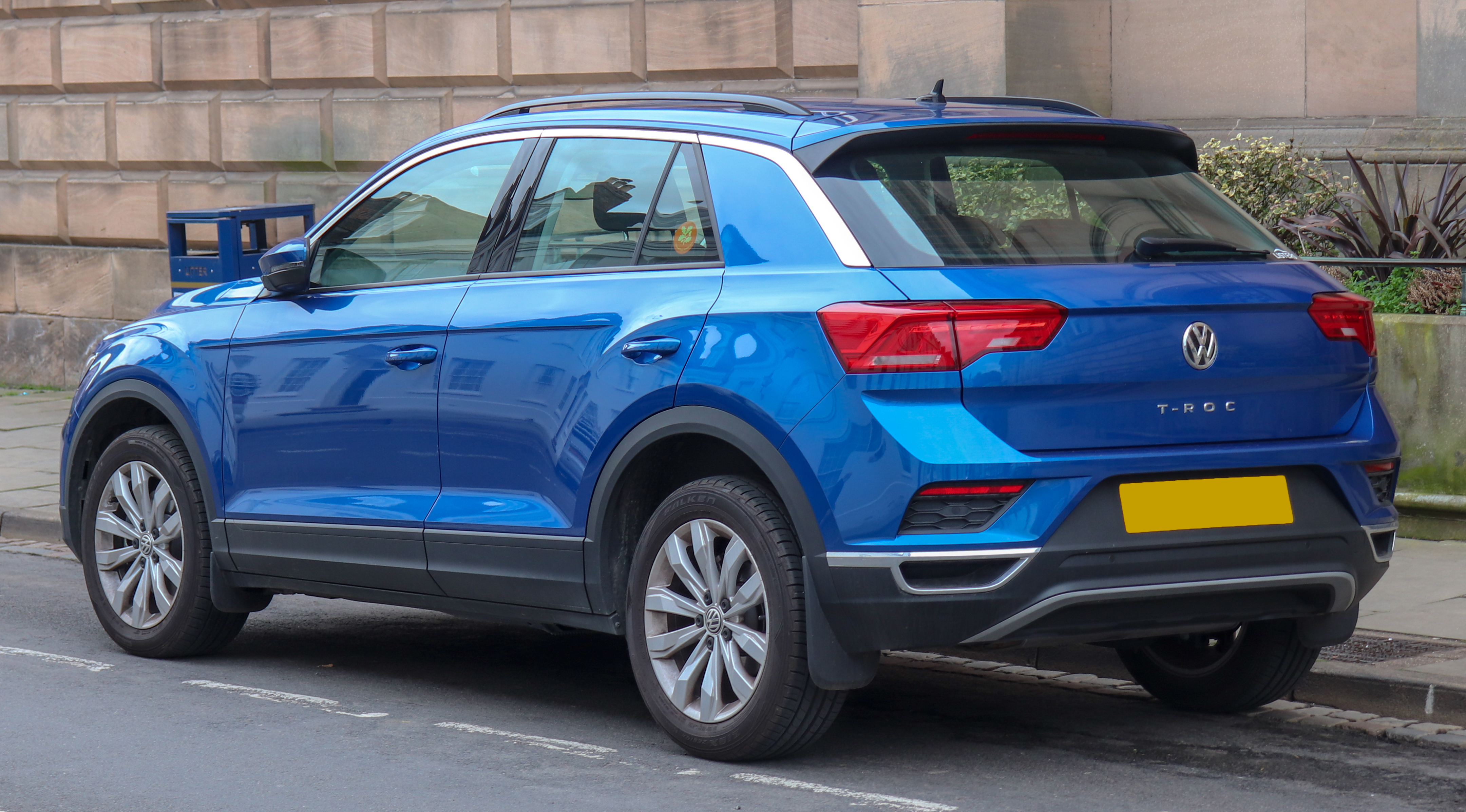
Volkswagen T-Roc (2017–2021)

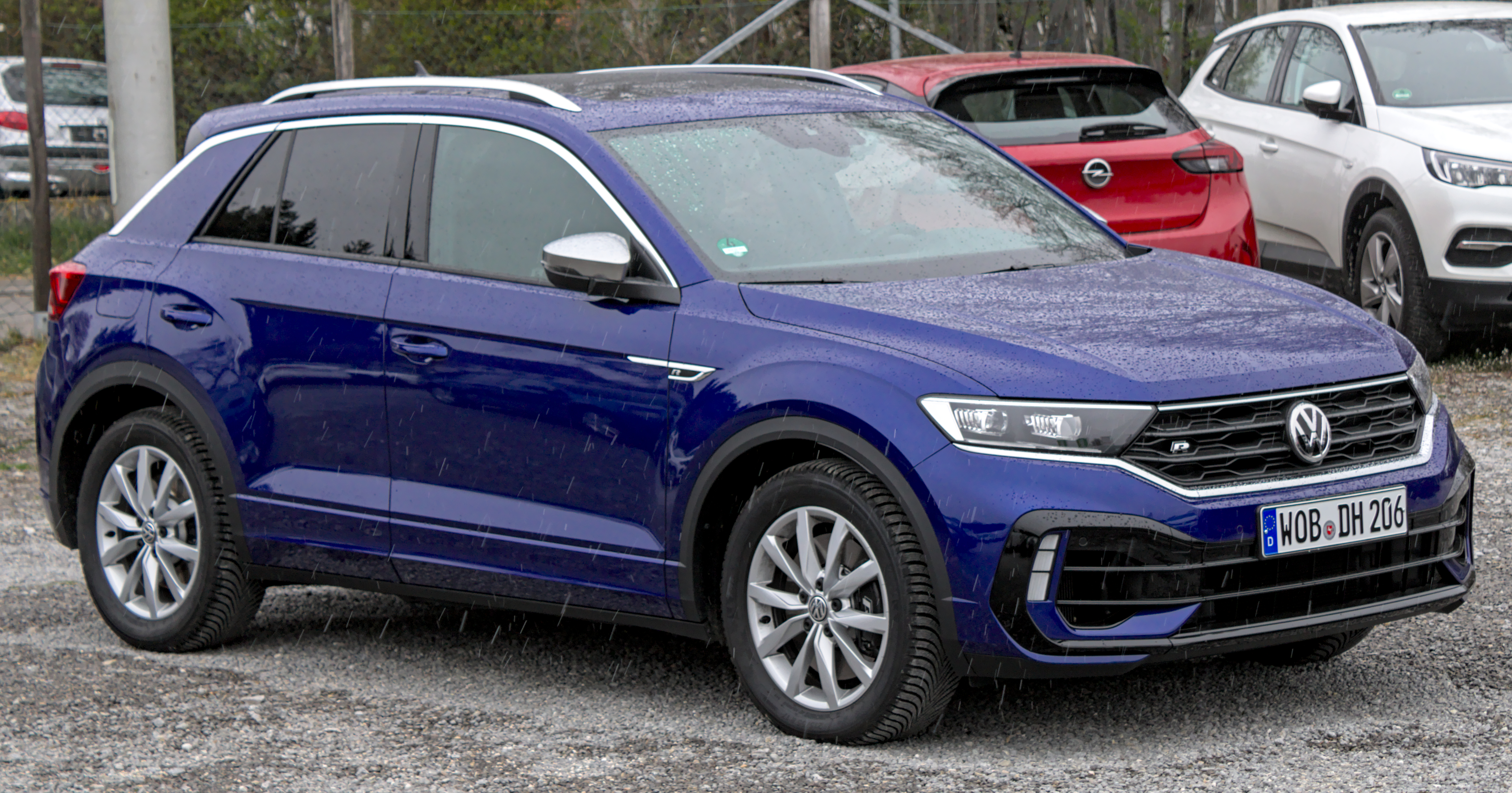
Volkswagen T-Roc R

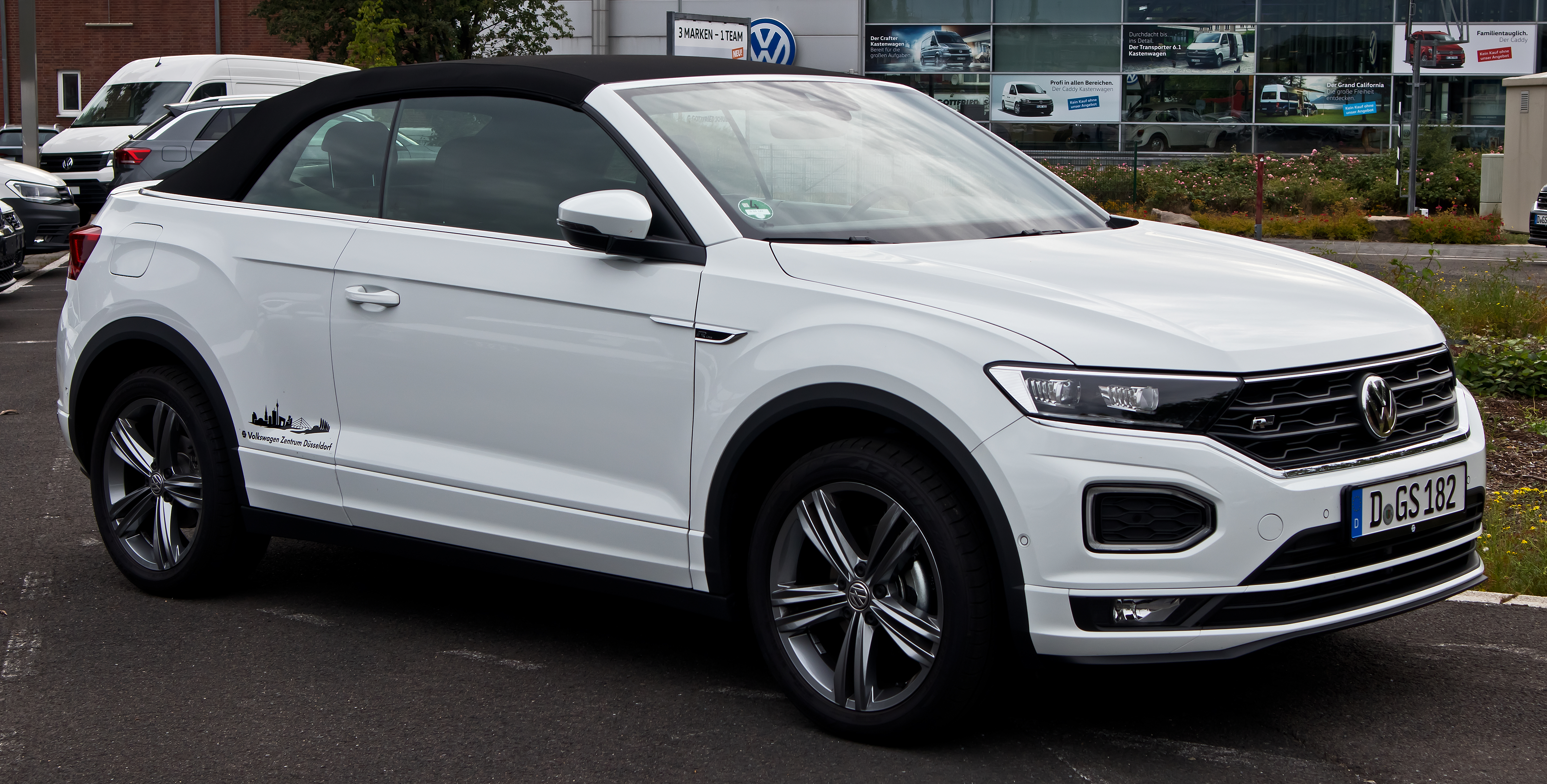
Volkswagen T-Roc Cabriolet

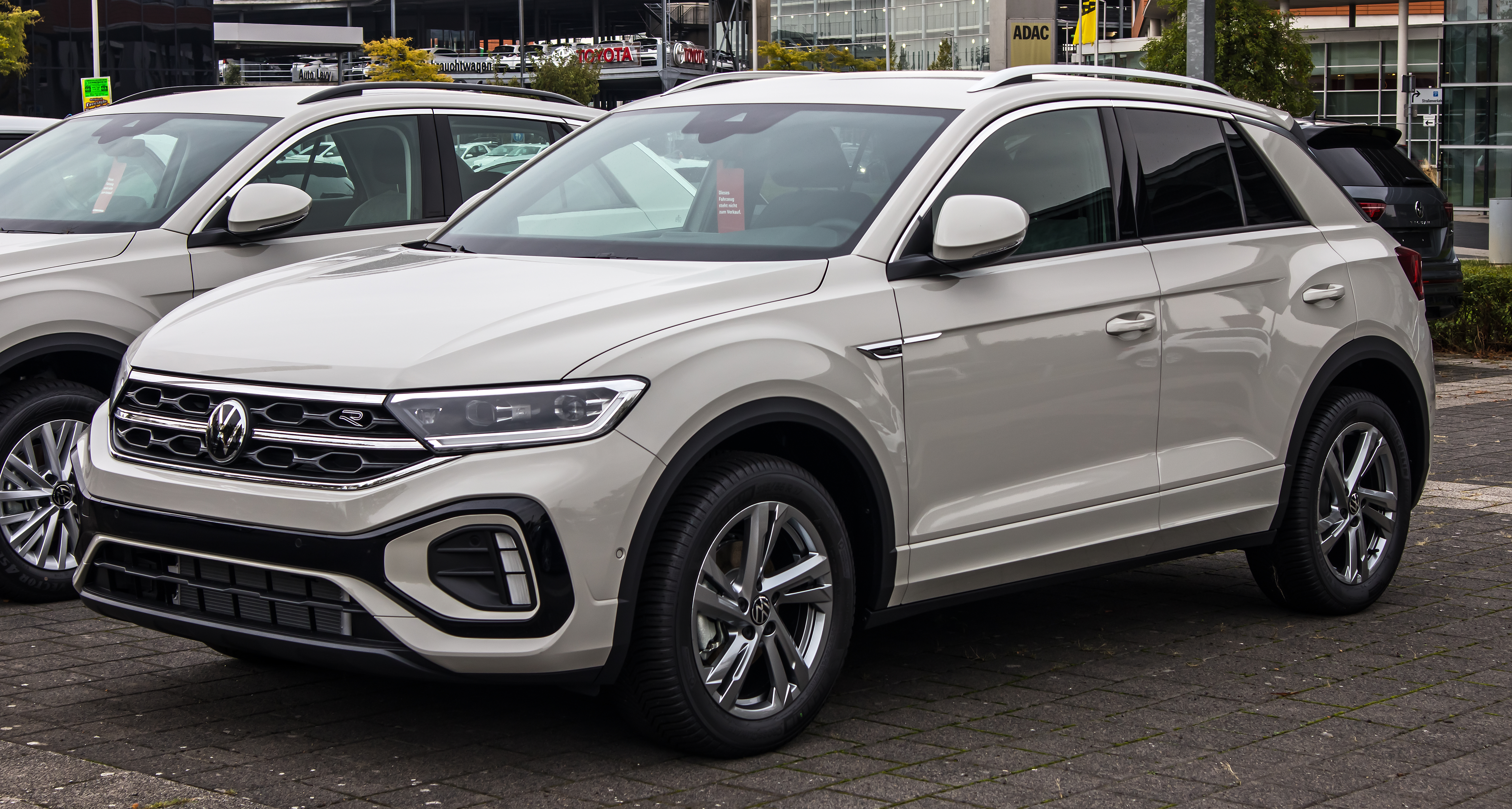
Volkswagen T-Roc (з 2021)

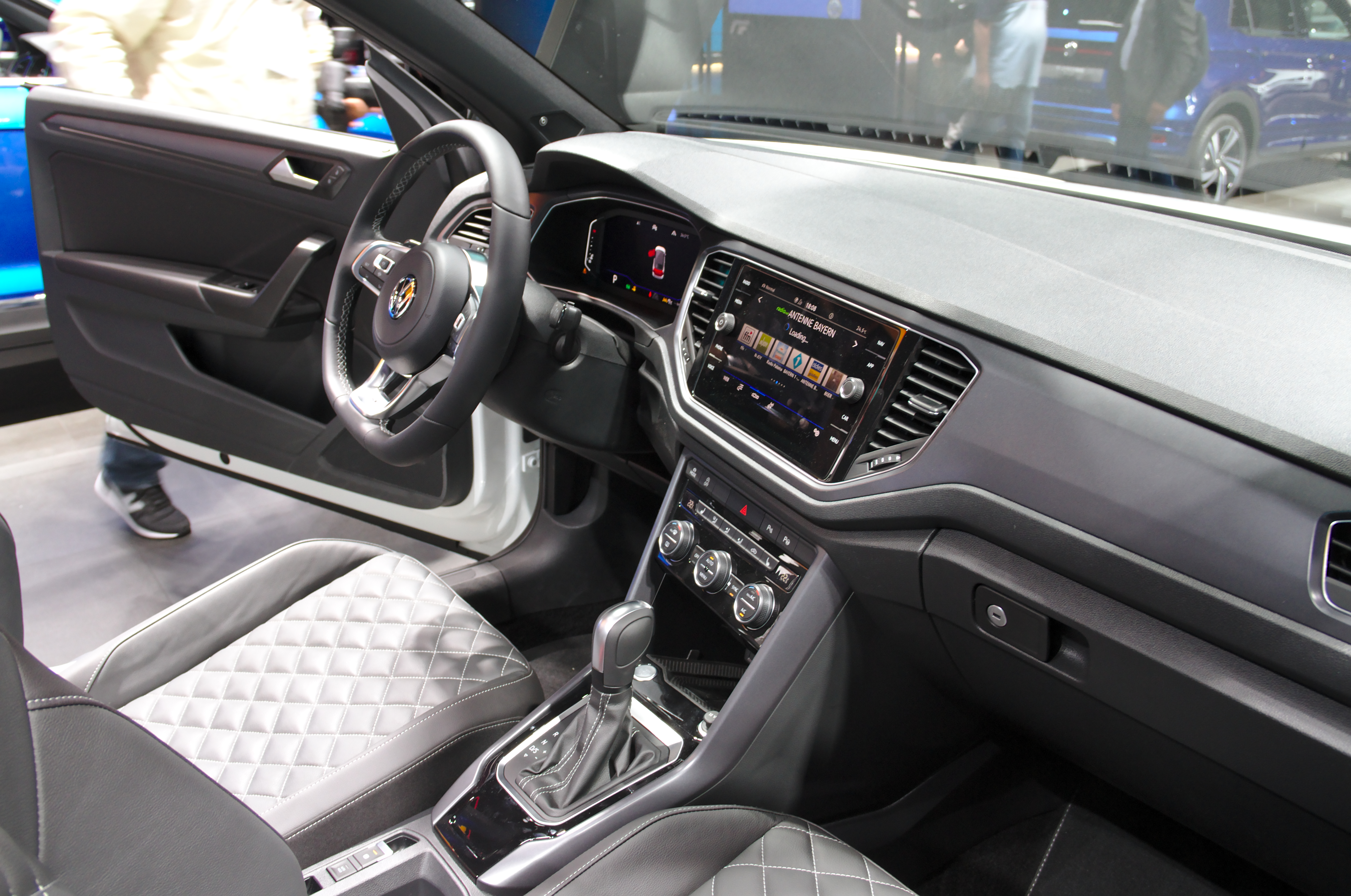
Салон Volkswagen T-Roc

Автомобіль першого покоління побудований на платформі MQB, яка використовується в багатьох автомобілях VAG: Audi Q2, Volkswagen Golf 7 та інші.
Базова версія T-Roc з 115-сильним бензиновим двигуном 1.0 TSI має передній привод, інші модифікації оснащуються оновленою повноприводною трансмісією 4Motion на базі муфти Haldex з обертовим селектором режимів руху Active Control (Street, Snow, Offroad, Offroad Individual), і адаптивне шасі DCC, і рульовою рейкою зі змінним кроком зубів. А ще тут є налаштування загального профілю водіння (підсилювач керма, «робот», кліматична система, підвіска, адаптивний круїз-контроль) між п'ятьма режимами (Comfort, Normal, Sport, Eco і Individual). Останній перемикач є стандартом на повноприводних версіях і опцією для передньопривідних.
Кросовер пропонується в трьох конфігураціях: T-Roc, T-Roc Style, T-Roc Sport, причому різниця між першою і третьою становить більше десяти тисяч євро. Це не дивно, враховуючи, скільки додаткових опцій можна отримати за доплату: панорамний дах, клімат-контроль, система контролю сліпих зон, система допомоги при парковці, адаптивний круїз-контроль, підігрів крісел переднього і заднього ряду, електропривод передніх крісел і багажника, різні типи обробки салону. Крім того, мультимедійна система може мати екран від 6.5 до 8 дюймів (підтримка Apple CarPlay і Android Auto, доступ в інтернет), а панель приладів може бути віртуальної Active Info Display).
Базове оснащення включає систему превентивного гальмування, а серед опцій — діодні фари, адаптивні амортизатори, системи розпізнавання дорожніх знаків, стеження за втомою водія і напівавтоматичного руху в пробках.
Компактний кросовер має просторий салон з опціональним панорамним дахом. Скляний дах не забирає вільний простір над головами пасажирів. T-Roc відрізняється найкращою шумоізоляцією у класі. 
В Volkswagen T-Roc має 445 літрів багажного простору. 

### Бензинові
- 1,0 л TSI VW EA211 115 к.с.
- 1,5 л TSI VW EA211 evo 150 к.с.
- 2,0 л TSI VW EA888 190 к.с. 320 Нм
- 2,0 л TSI VW EA888 300 к.с. 400 Нм (T-Roc R)

### Дизельні
- 1,6 л TDI VW EA288 115 к.с.
- 2,0 л TDI VW EA288 150 к.с.
- 2,0 л TDI VW EA288 190 к.с. 400 Нм

## Друге покоління

### Бензинова версія (2025)
В 2025 році буде представлений T-Roc другого покоління з бензиновим двигуном.

### Електрична версія (2028)
Volkswagen анонсував, що електричний T-Roc буде випускатися на заводі в Вольфсбурзі разом з новим електричним Golf.

## Продажі
| рік  | Європа  | Туреччина | Китай   |
| ---- | ------- | --------- | ------- |
| 2017 | 4,930   |           |         |
| 2018 | 139,755 |           | 49,342  |
| 2019 | 207,976 |           | 126,859 |
| 2020 | 158,638 |           | 109,605 |
| 2021 | 181,577 |           | 67,281  |
| 2022 | 181,153 | 10,116    |         |